# Викторија Окампо
Рамона Викторија Епифанија Руфина Окампо (шп. Ramona Victoria Epifanía Rufina Ocampo; 7. април 1890 – 27. јануар 1979) била је аргентинска књижевница, есејист, оснивач и уредник часописа Сур, једне од најзначајнијих књижевних публикација у Латинској Америци. Преводима, есејима и личним контактима с најбољим европским писцима допринела је међусобном упознавању аргентинске и светске књижевности и културе уопште. 
Њено капитално дело су Сведочанства, објављено у десет томова, у коме је, осим својих искустава као писца и културног радника, изнела и сећања на најистакнутије представнике савремене књижевности.

## Дела
Аутобиографија у шест томова

### Есеји
- De Francesca a Beatrice (1924)
- Domingos en Hyde Park (1936)
- San Isidro (1941)
- 338171 T.E (1942)
- El viajero y una de sus sombras (Keyserling en mis memorias) (1951)
- Virginia Woolf en su diario (1954)
- Habla el algarrobo (Luz y sonido) (1960)
- Dostoievski-Camus: Los poseídos (1960)
- Tagore en las barrancas de San Isidro (1961)
- Juan Sebastian Bach: el hombre (1964)
- Diálogo con Borges (1969)
- Diálogo con Mallea (1969)